# Franco Villa
Franco Villa (... – Roma, 12 ottobre 2009) è stato un direttore della fotografia italiano.
Ha curato la fotografia di un'ottantina di film dal 1961 al 1988.

## Biografia
Esordisce alla fine degli anni quaranta come assistente operatore (Il tenente Giorgio, I vitelloni, Il medico e lo stregone, Anni facili). Nel 1961 firma il primo lavoro come direttore della fotografia, la commedia  Mariti in pericolo, continuando a lavorare nello stesso genere. Dalla seconda metà degli anni sessanta partecipa a una ventina di western all'italiana, collaborando in particolare col regista Demofilo Fidani.
A partire da Rose rosse per il führer (1968) firma la fotografia di una decina di film del regista Fernando Di Leo.
Negli anni settanta e ottanta ritorna alla commedia (L'eredità dello zio buonanima) ed effettua anche qualche incursione nell'horror (Patrick vive ancora) e nell'erotico (Giallo a Venezia). Fotografa inoltre una manciata di film di Andrea Bianchi. Nel 1992 realizza il suo unico film da regista, Marco, Nicola e Batticuore.

## Filmografia

### Direttore della fotografia
- Mariti in pericolo, regia di Mauro Morassi (1961)
- I magnifici tre, regia di Giorgio Simonelli (1961)
- Rocco e le sorelle, regia di Giorgio Simonelli (1961)
- Una domenica d'estate, regia di Giulio Petroni (1962)
- Ballo in maschera da Scotland Yard, regia di Domenico Paolella (1963)
- Canzoni in bikini, regia di Carlo Infascelli (1963)
- Le verdi bandiere di Allah, regia di Giacomo Gentilomo e Guido Zurli (1963)
- Canzoni, bulli e pupe, regia di Carlo Infascelli e Domenico Paolella (1964)
- Desideri d'estate, regia di Silvio Amadio (1964)
- 2 mattacchioni al Moulin Rouge, regia di Giuseppe Vari (1964)
- Oltraggio al pudore, regia di Silvio Amadio (1964)
- La sfinge sorride prima di morire - Stop Londra, regia di Duccio Tessari (1964)
- Soldati e caporali, regia di Mario Amendola (1964)
- Lo scippo, regia di Nando Cicero (1965)
- Umorismo in nero, regia di Claude Autant-Lara, José María Forqué e Giancarlo Zagni (1965)
- La violenza e l'amore, regia di Adimaro Sala (1965)
- 2 once di piombo, regia di Maurizio Lucidi (1966)
- È mezzanotte... butta giù il cadavere, regia di Guido Zurli (1966)
- Granada, addio!, regia di Marino Girolami (1967)
- Prega Dio... e scavati la fossa!, regia di Edoardo Mulargia (1967)
- Pecos è qui: prega e muori!, regia di Maurizio Lucidi (1967)
- Troppo per vivere... poco per morire, regia di Michele Lupo (1967)
- All'ultimo sangue, regia di Paolo Moffa (1968)
- Rose rosse per il führer, regia di Fernando Di Leo (1968)
- Sigpress contro Scotland Yard, regia di Guido Zurli (1968)
- 7 volte 7, regia di Michele Lupo (1968)
- Straniero... fatti il segno della croce!, regia di Demofilo Fidani (1968)
- Ed ora... raccomanda l'anima a Dio!, regia di Demofilo Fidani (1968)
- I ragazzi del massacro, regia di Fernando Di Leo (1969)
- Brucia ragazzo, brucia, regia di Fernando Di Leo (1969)
- Uccidete Rommel, regia di Alfonso Brescia (1969)
- Una lunga fila di croci, regia di Sergio Garrone (1969)
- Passa Sartana... è l'ombra della tua morte, regia di Demofilo Fidani (1969)
- Amarsi male, regia di Fernando Di Leo (1969)
- Quel maledetto giorno d'inverno... Django e Sartana... all'ultimo sangue!, regia di Demofilo Fidani (1970)
- La bestia uccide a sangue freddo, regia di Fernando Di Leo (1971)
- Era Sam Wallash!... Lo chiamavano... E così sia!, regia di Demofilo Fidani (1971)
- Acquasanta Joe, regia di Mario Gariazzo (1971)
- Prega il morto e ammazza il vivo, regia di Giuseppe Vari (1971)
- Giù le mani... carogna! (Django Story), regia di Demofilo Fidani (1971)
- Black Killer, regia di Carlo Croccolo (1971)
- L'amico del padrino, regia di Frank Agrama (1972)
- Una pistola per cento croci, regia di Carlo Croccolo (1971)
- Il venditore di morte, regia di Lorenzo Gicca Palli (1971)
- Karzan il favoloso uomo della jungla, regia di Demofilo Fidani (1972)
- Milano calibro 9, regia di Fernando Di Leo (1972)
- La mala ordina, regia di Fernando Di Leo (1972)
- Poppea... una prostituta al servizio dell'impero, regia di Alfonso Brescia (1972)
- Terza ipotesi su un caso di perfetta strategia criminale, regia di Giuseppe Vari (1972)
- Il boss, regia di Fernando Di Leo (1973)
- La seduzione, regia di Fernando Di Leo (1973)
- Primo tango a Roma - Storia d'amore e d'alchimia, regia di Lorenzo Gicca Palli (1973)
- ...E il terzo giorno arrivò il corvo, regia di Gianni Crea (1973)
- L'eredità dello zio buonanima, regia di Alfonso Brescia (1974)
- Sesso in testa, regia di Sergio Ammirata (1974)
- Il poliziotto è marcio, regia di Fernando Di Leo (1974)
- Il testimone deve tacere, regia di  Giuseppe Rosati (1974)
- Ah sì?... E io lo dico a Zzzorro!, regia di Franco Lo Cascio (1975)
- La novizia, regia di Giuseppe Rosati (regista) (1975)
- Lo sgarbo, regia di Marino Girolami (1975)
- Un urlo dalle tenebre, regia di Angelo Pannacciò (1975)
- Donna... cosa si fa per te, regia di Giuliano Biagetti (1976)
- Un toro da monta, regia di Roberto Mauri (1976)
- Le impiegate stradali (Batton Story), regia di Mario Landi (1976)
- Che dottoressa ragazzi!, regia di Gianfranco Baldanello (1976)
- La moglie di mio padre, regia di Andrea Bianchi (1976)
- Cara dolce nipote, regia di Andrea Bianchi (1977)
- Moglie nuda e siciliana, regia di Andrea Bianchi (1977)
- L'albero della maldicenza, regia di Giacinto Bonacquisti (1978)
- Justine, regia di Francesco Stradella (1979)
- Malabimba, regia di Andrea Bianchi (1979)
- Giallo a Venezia, regia di Mario Landi (1979)
- Patrick vive ancora, regia di Mario Landi (1980)
- Peccati a Venezia, regia di Amasi Damiani (1980)
- Il viziaccio, regia di Mario Landi (1980)
- La bimba di Satana, regia di Mario Bianchi (1982)
- Altri desideri particolari, regia di Andrea Bianchi (1983)
- Azzurri, regia di Eugenio Masciari (1985)
- Kafka -La colonia penale, regia di Giuliano Betti (1988)

### Regista
- Marco, Nicola e Batticuore (1992)